# 菲利普斯縣 (阿肯色州)
菲利普斯縣（英語：Phillips County）是美国阿肯色州東部的一個縣，東隔密西西比河與密西西比州，面積1,884平方公里。根據2020年美國人口普查，共有人口16,568人。縣治海倫娜-西海倫娜（Helena-West Helena）。該縣成立於1820年5月1日，縣名紀念阿肯色領地時期的國會代表Sylvanus Phillips。